# Sinotipula
Sinotipula is een ondergeslacht van het geslacht van insecten Tipula binnen de familie langpootmuggen (Tipulidae).

## Soorten
Deze lijst van 64 stuks is mogelijk niet compleet.
- T. (Sinotipula) abluta (Doane, 1901)
- T. (Sinotipula) arjuna (Alexander, 1962)
- T. (Sinotipula) arjunoides (Alexander, 1961)
- T. (Sinotipula) aspersa (Doane, 1912)
- T. (Sinotipula) assamensis (Oosterbroek, 2009)
- T. (Sinotipula) babai (Alexander, 1971)
- T. (Sinotipula) bodpa (Edwards, 1928)
- T. (Sinotipula) brunettiana (Alexander, 1920)
- T. (Sinotipula) calaveras (Alexander, 1944)
- T. (Sinotipula) callicoma (Alexander, 1966)
- T. (Sinotipula) catalinensis (Alexander, 1950)
- T. (Sinotipula) coleomyia (Alexander, 1965)
- T. (Sinotipula) commiscibilis (Doane, 1912)
- T. (Sinotipula) cranbrooki (Alexander, 1951)
- T. (Sinotipula) curtisiana (Alexander, 1971)
- T. (Sinotipula) chimaera (Savchenko, 1969)
- T. (Sinotipula) delfinadoae (Alexander, 1973)
- T. (Sinotipula) denningi (Alexander, 1969)
- T. (Sinotipula) differta (Alexander, 1956)
- T. (Sinotipula) dyrope (Alexander, 1961)
- T. (Sinotipula) emiliae (Savchenko, 1964)
- T. (Sinotipula) exquisita (Alexander, 1935)
- T. (Sinotipula) faustina (Alexander, 1941)
- T. (Sinotipula) gloriosa (Alexander, 1935)
- T. (Sinotipula) gothicana (Alexander, 1943)
- T. (Sinotipula) gracilirostris (Alexander, 1938)
- T. (Sinotipula) gregoryi (Edwards, 1928)
- T. (Sinotipula) griseipennis (Brunetti, 1912)
- T. (Sinotipula) hingstoni (Edwards, 1928)
- T. (Sinotipula) hobsoni (Edwards, 1928)
- T. (Sinotipula) hutchinsonae (Alexander, 1936)
- T. (Sinotipula) hypsistos (Alexander, 1962)
- T. (Sinotipula) janetscheki (Alexander, 1968)
- T. (Sinotipula) jepsoni (Alexander, 1945)
- T. (Sinotipula) josephus (Alexander, 1954)
- T. (Sinotipula) krishna (Alexander, 1962)
- T. (Sinotipula) lithostrota (Alexander, 1961)
- T. (Sinotipula) macquartina (Alexander, 1966)
- T. (Sinotipula) meigeniana (Alexander, 1966)

- T. (Sinotipula) oenone (Alexander, 1961)
- T. (Sinotipula) pacifica (Doane, 1912)
- T. (Sinotipula) persplendens (Alexander, 1935)
- T. (Sinotipula) powelli (Alexander, 1965)
- T. (Sinotipula) rastristyla (Alexander, 1945)
- T. (Sinotipula) rondaniana (Alexander, 1970)
- T. (Sinotipula) sacajawea (Alexander, 1945)
- T. (Sinotipula) savtshenkoana (Alexander, 1964)
- T. (Sinotipula) schizorhyncha (Savchenko, 1966)
- T. (Sinotipula) schmidiana (Alexander, 1961)
- T. (Sinotipula) seguyana (Alexander, 1964)
- T. (Sinotipula) shastensis (Alexander, 1944)
- T. (Sinotipula) shennongana (Yang and Yang, 1992)
- T. (Sinotipula) sindensis (Alexander, 1935)
- T. (Sinotipula) staegeriana (Alexander, 1971)
- T. (Sinotipula) subcinerea (Doane, 1901)
- T. (Sinotipula) tessellatipennis (Brunetti, 1912)
- T. (Sinotipula) tesuque (Teale, 1985)
- T. (Sinotipula) thibetana (de Meijere, 1904)
- T. (Sinotipula) trilobata (Edwards, 1928)
- T. (Sinotipula) tsiosenica (Alexander, 1945)
- T. (Sinotipula) umbra (Alexander, 1959)
- T. (Sinotipula) waltoni (Edwards, 1928)
- T. (Sinotipula) wardi (Edwards, 1928)
- T. (Sinotipula) warneri (Alexander, 1944)